# Iasna Poleana, Henicesk
Iasna Poleana (în ucraineană Ясна Поляна) este un sat în comuna Cervonopraporne din raionul Henicesk, regiunea Herson, Ucraina.

## Demografie
Componența lingvistică a localității Iasna Poleana
     Ucraineană (84,21%)
     Rusă (12,5%)
Conform recensământului din 2001, majoritatea populației localității Iasna Poleana era vorbitoare de ucraineană (84,21%), existând în minoritate și vorbitori de rusă (12,5%).